# Vigilante (filme)
Vigilante é um filme estadunidense de 1983, dos gêneros ação e policial, escrito por Richard Vetere e dirigido por William Lustig.

## Sinopse
Mostra a vingança de um operário nova-iorquino (Robert Forster), que cria um grupo de justiceiros entre seus amigos, após ter a sua mulher e o seu filho assassinados por uma gangue de rua.

## Elenco
- Robert Forster... Eddie Marino
- Fred Williamson... Nick
- Richard Bright... Burke
- Rutanya Alda... VickieMarino
- Don Blakely... Prago
- Joseph Carberry... Ramon
- Willie Colón... Rico
- Joe Spinell... Eisenberg
- Carol Lynley... Mary Fletcher
- Woody Strode... Rake
- Vincent Beck... juiz Sinclair
- Bo Rucker... Horace
- Steve James... Gibbons
- Randy Jurgensen... Det. Russo